# Tour de Bretagne 2015
La 49e édition du Tour de Bretagne a eu lieu du 25 avril au 1er mai 2015. La course fait partie du calendrier UCI Europe Tour 2015 en catégorie 2.2.

## Présentation

### Équipes
Classé en catégorie 2.2 de l'UCI Europe Tour, le Tour de Bretagne est par conséquent ouvert aux équipes continentales professionnelles françaises, aux équipes continentales, aux équipes nationales et aux équipes régionales et de clubs.
Vingt-quatre équipes participent à ce Tour de Bretagne - une équipe continentale, douze équipes continentales, deux équipes nationales et neuf équipes régionales et de clubs :
| Équipe continentale professionnelle | Équipe continentale professionnelle | Équipe continentale professionnelle |
| Nom de l'équipe                     | Pays                                | Code                                |
| ----------------------------------- | ----------------------------------- | ----------------------------------- |
| Bretagne-Séché Environnement        | France                              | BSE                                 |

| Équipes continentales | Équipes continentales | Équipes continentales |
| Nom de l'équipe       | Pays                  | Code                  |
| --------------------- | --------------------- | --------------------- |
| Armée de terre        | France                | ADT                   |
| AWT-Greenway          | Tchéquie              | AWT                   |
| Bridgestone Anchor    | Japon                 | BGT                   |
| Itera-Katusha         | Russie                | TIK                   |
| Joker                 | Norvège               | TJO                   |
| Leopard Development   | Luxembourg            | LDT                   |
| Rabobank Development  | Pays-Bas              | RDT                   |
| Roth-Škoda            | Suisse                | ROT                   |
| SEG Racing            | Pays-Bas              | SEG                   |
| Sparebanken Sør       | Norvège               | TSS                   |
| Synergy Baku Project  | Azerbaïdjan           | BCP                   |
| Wallonie-Bruxelles    | Belgique              | WBC                   |

| Équipes nationales                      | Équipes nationales | Équipes nationales |
| Nom de l'équipe                         | Pays               | Code               |
| --------------------------------------- | ------------------ | ------------------ |
| Équipe nationale d'Australie espoirs    | Australie          | AUS                |
| Équipe nationale des États-Unis espoirs | États-Unis         | USA                |

| Équipes régionales et de clubs         | Équipes régionales et de clubs | Équipes régionales et de clubs |
| Nom de l'équipe                        | Pays                           | Code                           |
| -------------------------------------- | ------------------------------ | ------------------------------ |
| BIC 2000                               | France                         | BIC                            |
| BMC Development                        | États-Unis                     | BMD                            |
| CC Nogent-sur-Oise                     | France                         | NOG                            |
| Équipe régionale de Bretagne           | France                         | BRE                            |
| Lotto-Soudal U23                       | Belgique                       | LTU                            |
| Sojasun espoir-ACNC                    | France                         | ANC                            |
| Specialized-Fundación Alberto Contador | Espagne                        | FAC                            |
| UC Nantes Atlantique                   | France                         | UCN                            |
| Vendée U                               | France                         | VEN                            |

### Règlement de la course

#### Primes
Les prix sont attribués suivant le barème de l'UCI,.
| Position           | 1er     | 2e      | 3e    | 4e    | 5e    | 6e    | 7e    | 8e    | 9e    | 10e à 20e |
| Classement général | 2 105 € | 1 055 € | 525 € | 265 € | 210 € | 158 € | 158 € | 107 € | 107 € | 50 €      |
| Par étape          | 1 205 € | 600 €   | 300 € | 150 € | 120 € | 90 €  | 90 €  | 60 €  | 60 €  | 30 €      |
| Par demi-étape     | 900 €   | 455 €   | 225 € | 115 € | 90 €  | 68 €  | 68 €  | 47 €  | 47 €  | 20 €      |

## Étapes
| Étape     | Date          | Villes étapes                      |                 | Distance (km) | Vainqueur d’étape | Leader du classement général |
| --------- | ------------- | ---------------------------------- | --------------- | ------------- | ----------------- | ---------------------------- |
| 1re étape | sam. 25 avril | Pont-Château – Crossac             | Étape de plaine | 146,9         | Adrian Aas Stien  | Adrian Aas Stien             |
| 2e étape  | dim. 26 avril | Sainte-Reine-de-Bretagne – Melrand | Étape de plaine | 172,3         | Matej Mugerli     | Adrian Aas Stien             |
| 3e étape  | lun. 27 avril | Baud – Cléden-Cap-Sizun            | Étape de plaine | 192,9         | Lilian Calmejane  | Adrian Aas Stien             |
| 4e étape  | mar. 28 avril | Plogoff – Pontivy                  | Étape de plaine | 189,9         | Alex Peters       | Anthony Delaplace            |
| 5e étape  | mer. 29 avril | Pontivy – Perros-Guirec            | Étape de plaine | 169,3         | Daniel Hoelgaard  | Sébastien Delfosse           |
| 6e étape  | jeu. 30 avril | Perros-Guirec – Le Quillio         | Étape de plaine | 149           | Yannis Yssaad     | Sébastien Delfosse           |
| 7e étape  | ven. 1er mai  | Liffré – Liffré                    | Étape de plaine | 146,3         | Loïc Vliegen      | Sébastien Delfosse           |

## Classements finals

### Classement général
| Classement général | Classement général | Classement général | Classement général                      | Classement général |
|                    | Coureur            | Pays               | Équipe                                  | Temps              |
| ------------------ | ------------------ | ------------------ | --------------------------------------- | ------------------ |
| 1er                | Sébastien Delfosse |                    | Wallonie-Bruxelles                      | en 27 h 34 min 1 s |
| 2e                 | Loïc Vliegen       |                    | BMC Development                         | à 10 s             |
| 3e                 | Daniel Hoelgaard   |                    | Joker                                   | à 12 s             |
| 4e                 | Anthony Delaplace  |                    | Bretagne-Séché Environnement            | à 13 s             |
| 5e                 | Lilian Calmejane   |                    | Vendée U                                | à 20 s             |
| 6e                 | Matej Mugerli      |                    | Synergy Baku Project                    | à 23 s             |
| 7e                 | Alex Peters        |                    | SEG Racing                              | à 35 s             |
| 8e                 | William Barta      |                    | Équipe nationale des États-Unis espoirs | à 43 s             |
| 9e                 | Kenneth Van Rooy   |                    | Lotto-Soudal U23                        | à 57 s             |
| 10e                | Iván García        |                    | AWT-Greenway                            | à 1 min 04 s       |
| modifier           |                    |                    |                                         |                    |

### Classements annexes
| Classement du meilleur grimpeur | Classement du meilleur grimpeur | Classement du meilleur grimpeur | Classement du meilleur grimpeur | Classement du meilleur grimpeur |
| ------------------------------- | ------------------------------- | ------------------------------- | ------------------------------- | ------------------------------- |
|                                 | Coureur                         | Pays                            | Équipe                          | Point(s)                        |
| 1er                             | Antwan Tolhoek                  | Pays-Bas                        | Rabobank Development            | 94 points                       |
| 2e                              | Martijn Tusveld                 | Pays-Bas                        | Rabobank Development            | 38 pts                          |
| 3e                              | Justin Mottier                  | France                          | CC Nogent-sur-Oise              | 28 pts                          |
| modifier                        |                                 |                                 |                                 |                                 |

| Classement par points | Classement par points | Classement par points | Classement par points | Classement par points |
| --------------------- | --------------------- | --------------------- | --------------------- | --------------------- |
|                       | Coureur               | Pays                  | Équipe                | Point(s)              |
| 1er                   | Daniel Hoelgaard      | Norvège               | Joker                 | 128 points            |
| 2e                    | Kenneth Van Rooy      | Pays-Bas              | Lotto-Soudal U23      | 98 pts                |
| 3e                    | Iván García           | Espagne               | AWT-Greenway          | 95 pts                |
| modifier              |                       |                       |                       |                       |

| Classement du meilleur jeune | Classement du meilleur jeune | Classement du meilleur jeune | Classement du meilleur jeune | Classement du meilleur jeune |
|                              | Coureur                      | Pays                         | Équipe                       | Temps                        |
| ---------------------------- | ---------------------------- | ---------------------------- | ---------------------------- | ---------------------------- |
| 1er                          | Loïc Vliegen                 | Belgique                     | BMC Development              | en 27 h 34 min 11 s          |
| 2e                           | Daniel Hoelgaard             | Norvège                      | Joker                        | à 2 s                        |
| 3e                           | Alex Peters                  | Royaume-Uni                  | SEG Racing                   | à 25 s                       |
| modifier                     |                              |                              |                              |                              |

| Classement des rushs | Classement des rushs  | Classement des rushs | Classement des rushs | Classement des rushs |
| -------------------- | --------------------- | -------------------- | -------------------- | -------------------- |
|                      | Coureur               | Pays                 | Équipe               | Point(s)             |
| 1er                  | Kenneth Van Rooy      | Belgique             | Lotto-Soudal U23     | 22 points            |
| 2e                   | Sébastien Delfosse    | Belgique             | Wallonie-Bruxelles   | 19 pts               |
| 3e                   | Vegard Robinson Bugge | Norvège              | Joker                | 15 pts               |
| modifier             |                       |                      |                      |                      |

| \| Classement par équipes \| Classement par équipes \| Classement par équipes \| Classement par équipes \| \| \| Équipe \| Pays \| Temps \| \| ---------------------- \| -------------------------- \| ---------------------- \| ---------------------- \| \| 1re \| BMC Development \| États-Unis \| en 82 h 45 min 06 s \| \| 2e \| Rabobank Development \| Pays-Bas \| à 1 min 03 \| \| 3e \| Brest Iroise Cyclisme 2000 \| France \| à 3 min 22 \| \| modifier \| \| \| \| |                            |            |                     |
| Classement par équipes |                            |            |                     |
| | Équipe                     | Pays       | Temps               |
| 1re | BMC Development            | États-Unis | en 82 h 45 min 06 s |
| 2e | Rabobank Development       | Pays-Bas   | à 1 min 03          |
| 3e | Brest Iroise Cyclisme 2000 | France     | à 3 min 22          |
| modifier |                            |            |                     |

### UCI Europe Tour
Ce Tour de Bretagne attribue des points pour l'UCI Europe Tour 2015, par équipes seulement aux coureurs des équipes continentales professionnelles et continentales, individuellement à tous les coureurs.
| Position,          | 1er | 2e | 3e | 4e | 5e | 6e | 7e | 8e |
| Classement général | 40  | 30 | 16 | 12 | 10 | 8  | 6  | 3  |
| Par étapel         | 8   | 5  | 2  |    |    |    |    |    |
| Leader, par étapel | 4   |    |    |    |    |    |    |    |

## Liste des participants
| Légende                         | Légende                                                                                                  | Légende                                   | Légende                                                                                         |
| ------------------------------- | --- | ----------------------------------------- | ----------------------------------------------------------------------------------------------- |
| Num                             | Dossard de départ porté par le coureur sur ce Tour de Bretagne                                           | Pos                                       | Position finale au classement général                                                           |
| Leader du classement général    | Indique le vainqueur du classement général                                                               | Leader du classement du meilleur grimpeur | Indique le vainqueur du classement de la montagne                                               |
| Leader du classement par points | Indique le vainqueur du classement par points                                                            | Leader du classement du meilleur jeune    | Indique le vainqueur du classement du meilleur jeune                                            |
| Leader du classement du combiné | Indique le vainqueur du classement du combiné                                                            | Leader du classement des rushs            | Indique le vainqueur du classement des rushs                                                    |
|                                 | Indique un maillot de champion national ou mondial, suivi de sa spécialité                               | #                                         | Indique la meilleure équipe                                                                     |
| NP                              | Indique un coureur qui n'a pas pris le départ d'une étape, suivi du numéro de l'étape où il s'est retiré | AB                                        | Indique un coureur qui n'a pas terminé une étape, suivi du numéro de l'étape où il s'est retiré |
| HD                              | Indique un coureur qui a terminé une étape hors des délais, suivi du numéro de l'étape                   | *                                         | Indique un coureur en lice pour le maillot rouge (coureurs nés après le 1er janvier 1993)       |

| Rabobank Development RDT | Rabobank Development RDT | Rabobank Development RDT |
| ------------------------ | ------------------------ | ------------------------ |
| Num                      | Coureur                  | Pos                      |
| 1                        | Sam Oomen (NED)*         | 18e                      |
| 2                        | Lennard Hofstede (NED)*  | 21e                      |
| 3                        | Merijn Korevaar (NED)*   | NP-7                     |
| 4                        | Jeroen Meijers (NED)*    | 15e                      |
| 5                        | Antwan Tolhoek (NED)*    | 39e                      |
| 6                        | Martijn Tusveld (NED)*   | 35e                      |

| Bretagne-Séché Environnement BSE | Bretagne-Séché Environnement BSE | Bretagne-Séché Environnement BSE |
| -------------------------------- | -------------------------------- | -------------------------------- |
| Num                              | Coureur                          | Pos                              |
| 11                               | Jean-Marc Bideau (FRA)           | AB-1                             |
| 12                               | Matthieu Boulo (FRA)             | 38e                              |
| 13                               | Anthony Delaplace (FRA)          | 4e                               |
| 14                               | Pierre-Luc Périchon (FRA)        | AB-6                             |
| 15                               | Christophe Laborie (FRA)         | 14e                              |
| 16                               | Maxime Cam (FRA)                 | AB-7                             |

| Bridgestone Anchor BGT | Bridgestone Anchor BGT | Bridgestone Anchor BGT |
| ---------------------- | ---------------------- | ---------------------- |
| Num                    | Coureur                | Pos                    |
| 21                     | Damien Monier (FRA)    | 46e                    |
| 22                     | Thomas Lebas (FRA)     | 16e                    |
| 23                     | Kōhei Uchima (JAP)     | 62e                    |
| 24                     | Ryota Nishizono (JAP)  | AB-7                   |
| 25                     | Sho Hatsuyama (JAP)    | 73e                    |
| 26                     | Takero Terasaki (JAP)  | 51e                    |

| Leopard Development LDT | Leopard Development LDT | Leopard Development LDT |
| ----------------------- | ----------------------- | ----------------------- |
| Num                     | Coureur                 | Pos                     |
| 31                      | Kevin Feiereisen (LUX)  | 84e                     |
| 33                      | Marco König (GER)*      | 58e                     |
| 34                      | Alexander Krieger (GER) | 36e                     |
| 35                      | Massimo Morabito (LUX)* | 86e                     |
| 36                      | Luc Turchi (LUX)*       | NP-4                    |

| Roth-Škoda ROT | Roth-Škoda ROT               | Roth-Škoda ROT |
| -------------- | ---------------------------- | -------------- |
| Num            | Coureur                      | Pos            |
| 41             | Alberto Cecchin (ITA)        | 11e            |
| 42             | Tristan Marguet (SUI)        | AB-5           |
| 43             | Nico Brüngger (SUI)          | AB-7           |
| 44             | Andrea Pasqualon (ITA)       | 28e            |
| 45             | Lukas Jaun (SUI)             | 81e            |
| 46             | Temesgen Teklehaimanot (ERI) | AB-7           |

| AWT-Greenway AWT | AWT-Greenway AWT                | AWT-Greenway AWT |
| ---------------- | ------------------------------- | ---------------- |
| Num              | Coureur                         | Pos              |
| 51               | Rayane Bouhanni (FRA)*          | AB-7             |
| 52               | Alexis Guérin (FRA)             | AB-7             |
| 53               | Jakub Novák (CZE)               | 85e              |
| 54               | Iván García (ESP)*              | 10e              |
| 55               | Przemysław Kasperkiewicz (POL)* | AB-7             |
| 56               | Michal Schlegel (CZE)*          | AB-5             |

| Specialized-Fundación Alberto Contador FAC | Specialized-Fundación Alberto Contador FAC | Specialized-Fundación Alberto Contador FAC |
| ------------------------------------------ | ------------------------------------------ | ------------------------------------------ |
| Num                                        | Coureur                                    | Pos                                        |
| 61                                         | Miguel Ángel Ballesteros (ESP)*            | AB-3                                       |
| 62                                         | Pello Olaberria (ESP)*                     | 66e                                        |
| 63                                         | Miguel Ángel Alcaide (ESP)*                | AB-2                                       |
| 64                                         | David Casillas (ESP)*                      | 50e                                        |
| 65                                         | Diego Noriega (ESP)*                       | 59e                                        |
| 66                                         | Kenny Molly (BEL)*                         | 77e                                        |

| Synergy Baku Project BCP | Synergy Baku Project BCP    | Synergy Baku Project BCP |
| ------------------------ | --------------------------- | ------------------------ |
| Num                      | Coureur                     | Pos                      |
| 71                       | Elchin Asadov (AZE)         | AB-4                     |
| 72                       | Oleksandr Surutkovych (UKR) | AB-5                     |
| 73                       | Ioánnis Tamourídis (GRE)    | NP-6                     |
| 74                       | Matej Mugerli (SVN)         | 6e                       |
| 75                       | Maksym Averin (AZE)         | NP-6                     |
| 76                       | Dennis van Winden (NED)     | 20e                      |

| Joker TJO | Joker TJO                    | Joker TJO |
| --------- | ---------------------------- | --------- |
| Num       | Coureur                      | Pos       |
| 81        | Odd Christian Eiking (NOR)*  | AB-7      |
| 82        | Vegard Stake Laengen (NOR)   | 33e       |
| 83        | Daniel Hoelgaard (NOR)*      | 3e        |
| 84        | Amund Grøndahl Jansen (NOR)* | 12e       |
| 85        | Adrian Aas Stien (NOR)       | 78e       |
| 86        | Anders Skaarseth (NOR)*      | 34e       |

| BMC Development BMD | BMC Development BMD     | BMC Development BMD |
| ------------------- | ----------------------- | ------------------- |
| Num                 | Coureur                 | Pos                 |
| 91                  | Taylor Eisenhart (USA)* | 54e                 |
| 92                  | Floris Gerts (NED)      | 13e                 |
| 93                  | Jesse Kerrison (AUS)*   | AB-5                |
| 94                  | Lukas Spengler (SUI)*   | 48e                 |
| 95                  | Alexey Vermeulen (USA)* | 42e                 |
| 96                  | Loïc Vliegen (BEL)*     | 2e                  |

| Sparebanken Sør TSS | Sparebanken Sør TSS         | Sparebanken Sør TSS |
| ------------------- | --------------------------- | ------------------- |
| Num                 | Coureur                     | Pos                 |
| 101                 | Vegard Robinson Bugge (NOR) | 29e                 |
| 102                 | Andreas Erland (NOR)        | AB-7                |
| 103                 | Carl Fredrik Hagen (NOR)    | 80e                 |
| 104                 | Kristian Aasvold (NOR)*     | AB-4                |
| 105                 | Andreas Vangstad (NOR)      | AB-7                |
| 106                 | Fridtjof Røinås (NOR)*      | 56e                 |

| Lotto-Soudal U23 LTU | Lotto-Soudal U23 LTU    | Lotto-Soudal U23 LTU |
| -------------------- | ----------------------- | -------------------- |
| Num                  | Coureur                 | Pos                  |
| 111                  | Frederik Frison (BEL)   | NP-4                 |
| 112                  | Maarten Craeghs (BEL)   | 45e                  |
| 113                  | Hayden McCormick (NZL)* | 65e                  |
| 114                  | George Tansley (AUS)*   | AB-7                 |
| 115                  | Brecht Ruyters (BEL)*   | 72e                  |
| 116                  | Kenneth Van Rooy (BEL)* | 9e                   |

| Équipe nationale d'Australie espoirs AUS | Équipe nationale d'Australie espoirs AUS | Équipe nationale d'Australie espoirs AUS |
| ---------------------------------------- | ---------------------------------------- | ---------------------------------------- |
| Num                                      | Coureur                                  | Pos                                      |
| 121                                      | Robert Power (AUS)*                      | 53e                                      |
| 122                                      | Harry Carpenter (AUS)*                   | 82e                                      |
| 123                                      | Alex Clements (AUS)*                     | 76e                                      |
| 124                                      | Jack Haig (AUS)*                         | NP-6                                     |
| 125                                      | Nick Schultz (AUS)*                      | 22e                                      |
| 126                                      | Miles Scotson (AUS)*                     | AB-7                                     |

| SEG Racing SEG | SEG Racing SEG             | SEG Racing SEG |
| -------------- | -------------------------- | -------------- |
| Num            | Coureur                    | Pos            |
| 131            | Rob Leemans (BEL)*         | AB-7           |
| 132            | Jasper Bovenhuis (NED)     | 63e            |
| 133            | Robert-Jon McCarthy (AUS)* | AB-2           |
| 134            | Alex Peters (GBR)*         | 7e             |
| 135            | Loh Sea Keong (MAS)        | 87e            |
| 136            | Julius van den Berg (NED)* | 70e            |

| Itera-Katusha TIK | Itera-Katusha TIK        | Itera-Katusha TIK |
| ----------------- | ------------------------ | ----------------- |
| Num               | Coureur                  | Pos               |
| 141               | Denis Borovik (RUS)*     | AB-3              |
| 142               | Sergey Pomoshnikov (RUS) | 26e               |
| 143               | Matvey Mamykin (RUS)*    | AB-5              |
| 144               | Ivan Lusenko (RUS)*      | AB-5              |
| 145               | Sergei Rozin (RUS)*      | AB-2              |
| 146               | Denis Zhujkov (RUS)*     | 52e               |

| Sojasun espoir-ACNC ANC | Sojasun espoir-ACNC ANC | Sojasun espoir-ACNC ANC |
| ----------------------- | ----------------------- | ----------------------- |
| Num                     | Coureur                 | Pos                     |
| 151                     | Camille Guérin (FRA)*   | 55e                     |
| 152                     | Adrien Legros (FRA)*    | 31e                     |
| 153                     | Clément Mary (FRA)      | AB-6                    |
| 154                     | Hamish Schreurs (NZL)*  | 68e                     |
| 155                     | Fabrice Seigneur (FRA)  | AB-6                    |
| 156                     | Yannis Yssaad (FRA)*    | 40e                     |

| Armée de terre ADT | Armée de terre ADT      | Armée de terre ADT |
| ------------------ | ----------------------- | ------------------ |
| Num                | Coureur                 | Pos                |
| 161                | Yann Guyot (FRA)        | 27e                |
| 162                | David Cherbonnet (FRA)* | AB-5               |
| 163                | Kévin Lebreton (FRA)*   | AB-7               |
| 164                | Yoann Barbas (FRA)      | 30e                |
| 165                | Jérôme Mainard (FRA)    | 44e                |
| 166                | Benoît Sinner (FRA)     | AB-7               |

| UC Nantes Atlantique UCN | UC Nantes Atlantique UCN    | UC Nantes Atlantique UCN |
| ------------------------ | --------------------------- | ------------------------ |
| Num                      | Coureur                     | Pos                      |
| 171                      | Sylvain Blanquefort (FRA)   | 71e                      |
| 172                      | Thibault Ferasse (FRA)*     | AB-3                     |
| 173                      | Kévin Fouache (FRA)         | AB-7                     |
| 174                      | Anthony Haspot (FRA)        | 64e                      |
| 175                      | Benjamin Le Montagner (FRA) | AB-7                     |
| 176                      | Till Drobisch (NAM)*        | 79e                      |

| Vendée U VEN | Vendée U VEN           | Vendée U VEN |
| ------------ | ---------------------- | ------------ |
| Num          | Coureur                | Pos          |
| 181          | Romain Cardis (FRA)    | 43e          |
| 182          | Lilian Calmejane (FRA) | 5e           |
| 183          | Fabien Grellier (FRA)* | AB-7         |
| 184          | Romain Guyot (FRA)     | 24e          |
| 185          | Taruia Krainer (FRA)   | AB-3         |
| 186          | Simon Sellier (FRA)*   | 60e          |

| BIC 2000 BIC | BIC 2000 BIC             | BIC 2000 BIC |
| ------------ | ------------------------ | ------------ |
| Num          | Coureur                  | Pos          |
| 191          | Franck Bonnamour (FRA)*  | 23e          |
| 192          | Yann Botrel (FRA)        | 49e          |
| 193          | Jonathan Masson (FRA)    | AB-5         |
| 194          | Frédéric Guillemot (FRA) | 37e          |
| 195          | Camille Thominet (FRA)   | 19e          |
| 196          | Sébastien Coquil (FRA)   | 75e          |

| Wallonie-Bruxelles WBC | Wallonie-Bruxelles WBC   | Wallonie-Bruxelles WBC |
| ---------------------- | ------------------------ | ---------------------- |
| Num                    | Coureur                  | Pos                    |
| 201                    | Olivier Chevalier (BEL)  | AB-5                   |
| 202                    | Sébastien Delfosse (BEL) | 1er                    |
| 203                    | Antoine Warnier (BEL)*   | 57e                    |
| 204                    | Maxime Anciaux (BEL)     | AB-5                   |
| 205                    | Kevyn Ista (BEL)         | 32e                    |
| 206                    | Jonathan Dufrasne (BEL)  | 74e                    |

| CC Nogent-sur-Oise NOG | CC Nogent-sur-Oise NOG | CC Nogent-sur-Oise NOG |
| ---------------------- | ---------------------- | ---------------------- |
| Num                    | Coureur                | Pos                    |
| 211                    | Benoît Daeninck (FRA)  | AB-7                   |
| 212                    | Marc Fournier (FRA)*   | 17e                    |
| 213                    | Jérémy Lecroq (FRA)*   | AB-7                   |
| 214                    | Justin Mottier (FRA)*  | 47e                    |
| 215                    | Félix Pouilly (FRA)*   | AB-5                   |
| 216                    | Baptiste Traca (FRA)*  | NP-2                   |

| Équipe nationale des États-Unis espoirs USA | Équipe nationale des États-Unis espoirs USA | Équipe nationale des États-Unis espoirs USA |
| ------------------------------------------- | ------------------------------------------- | ------------------------------------------- |
| Num                                         | Coureur                                     | Pos                                         |
| 221                                         | Justin Oien (USA)*                          | 25e                                         |
| 222                                         | Daniel Eaton (USA)*                         | NP-4                                        |
| 223                                         | William Barta (USA)*                        | 8e                                          |
| 224                                         | Neilson Powless (USA)*                      | 83e                                         |
| 225                                         | Phillip O'Donnel (USA)*                     | 41e                                         |
| 226                                         | Miguel Bryon (USA)*                         | AB-7                                        |

| Équipe régionale de Bretagne BRE | Équipe régionale de Bretagne BRE | Équipe régionale de Bretagne BRE |
| -------------------------------- | -------------------------------- | -------------------------------- |
| Num                              | Coureur                          | Pos                              |
| 231                              | Benjamin L'Hermitte (FRA)*       | 67e                              |
| 232                              | Axel Journiaux (FRA)*            | 61e                              |
| 233                              | Geoffrey Millour (FRA)*          | AB-1                             |
| 234                              | Axel Guilcher (FRA)*             | AB-1                             |
| 235                              | Florian Richeux (FRA)*           | AB-7                             |
| 236                              | Stéphen Guével (FRA)*            | 69e                              |